# Карло Галлетті
Карло Галлетті (італ. Carlo Galletti, 1888 — 1915) — італійський футболіст, що грав на позиції захисника за клуб «Андреа Доріа», а також національну збірну Італії.

## Клубна кар'єра
У дорослому футболі дебютував 1906 року виступами за команду «Андреа Доріа», кольори якої захищав протягом наступних десяти років. 

## Виступи за збірну
1913 року провів свою єдину офіційну гру у складі національної збірної Італії.
| Дата       | Місто  | Господарі | Результат | Гості  | Турнір           | Голи | Примітки |
| ---------- | ------ | --------- | --------- | ------ | ---------------- | ---- | -------- |
| 12/01/1913 | Женева | Франція   | 1 – 0     | Італія | товариський матч | -    |          |
| Усього     |        | Матчів    | 1         |        | Голів            | 0    |          |